# Clémence Sophie de Sermézy
Clémence Sophie de Sermézy, född 1767, död 1850, var en fransk konstnär (skulptör). Hon var elev till Joseph Chinard. Hon debuterade 1792 och blev 1818 medlem i Lyon-akademien. Hon var bosatt i Lyon, där hon höll en berömd konstnärlig salong för stadens konstnärskoloni. 